# Поперечний переріз (геометрія)

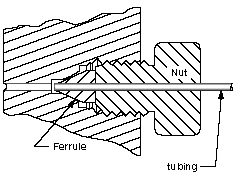
Поперечний переріз компресійного ущільнення

Поперечний переріз — це в геометрії та науці непорожній перетин твердого тіла в тривимірному просторі з площиною або аналогом у просторі більшої розмірності. Розрізання об'єкта на частини створює багато паралельних поперечних перерізів. Границя поперечного перерізу в тривимірному просторі, яка паралельна двом осям, тобто паралельна площині, визначеній цими осями, іноді називається ізолінією; наприклад, якщо площина прорізає гори рельєфної карти паралельно землі, результатом є ізолінія у двовимірному просторі, яка показує точки однакової висоти на поверхні гір.
У технічному кресленні поперечний переріз, будучи проєкцією об'єкта на площину, яка його перетинає, є звичайним інструментом, який використовується для зображення внутрішнього розташування тривимірного об'єкта у двох вимірах. Традиційно його штрихують штриховкою, яка вказує на тип використаних матеріалів.
Завдяки комп'ютерній аксіальній томографії комп'ютери можуть будувати поперечні перерізи на основі даних, отриманих за допомогою рентгенівського випромінювання.

## Визначення
Якщо площина перетинає тіло (тривимірний об'єкт), то область, спільна для площини і тіла, називається поперечним перерізом тіла. Площина, яка містить поперечний переріз твердого тіла, може називатися січною площиною.
Форма поперечного перерізу твердого тіла може залежати від орієнтації січної площини щодо твердого тіла. Наприклад, хоча всі поперечні перерізи кулі є дисками, форма перерізів куба залежить від того, як січна площина перетинає куб. Якщо січна площина перпендикулярна до прямої, що з'єднує центри двох протилежних граней куба, поперечний переріз буде квадратом, якщо ж січна площина перпендикулярна до діагоналі куба, що з'єднує протилежні вершини, то поперечний переріз може бути точкою, трикутником або шестикутником.

### Плоскі перерізи
Спорідненим є поняття плоского перерізу, який є кривою перетину площини з поверхнею. Таким чином, плоский переріз — це границя перерізу твердого тіла січною площиною.
Якщо поверхня в тривимірному просторі визначається функцією двох змінних, тобто z = f(x, y), то плоский переріз, який утворюється січними площинами, паралельними координатній площині (площині, яка визначається двома координатними осями) називають кривими рівня або ізолініями. Якщо говорити точніше, січні площини з рівняннями вигляду z = k (площини, паралельні площині xy) створюють плоскі перерізи, які в областях застосування часто називають контурними лініями.

## Математичні приклади поперечних і плоских перерізів

Кольорові області є поперечними перерізами суцільного конуса. Їх межами (чорний колір) є іменовані плоскі перерізи.

Поперечним перерізом многогранника є многокутник.
Конічні перерізи — кола, еліпса, параболи та гіперболи — це плоскі перерізи конуса зі січними площинами під різними кутами, як показано на схемі.
Будь-який поперечний переріз, що проходить через центр еліпсоїда, утворює еліптичну область, а відповідні плоскі перерізи є еліпсами. Вони вироджуються відповідно в диски і кола, коли січні площини перпендикулярні до осі симетрії. У більш загальному вигляді плоскі перерізи квадрики є конічними перерізами.

Поперечний переріз суцільного циліндра

Поперечний переріз суцільного прямого круглого циліндра між двома його основами може мати різні форми залежно від орієнтації січної площини відносно основи циліндра. Якщо січна площина паралельна основі, поперечний переріз являє собою диск. Якщо січна площина не паралельна і не перпендикулярна основі, поперечний переріз має форму еліпса (див. схему). У випадку, коли січна площина перпендикулярна основі, поперечний переріз складається з прямокутника (не показано на схемі), за винятком випадків, коли січна площина дотична до циліндра, і тоді поперечний переріз являє собою відрізок.
Термін циліндр може також означати бічну поверхню твердого циліндра (див. циліндр). Якщо термін циліндр використовуватиметься в цьому значенні, наведений вище абзац буде читатися наступним чином: Плоскій переріз прямого круглого циліндра скінченної довжини може мати різні форми залежно від орієнтації січної площини відносно осі циліндра. Якщо січна площина перпендикулярна до осі симетрії циліндра, поперечний переріз являє собою коло. Якщо січна площина не паралельна і не перпендикулярна цій осі, поперечний переріз є еліпсом. У випадку, коли січна площина паралельна осі, плоский переріз складається з пари паралельних відрізків, за винятком випадків, коли січна площина дотична до циліндра, і тоді поперечний переріз являє собою відрізок.
Плоский переріз може бути використаний для візуалізації часткової похідної функції відносно одного з її аргументів, як показано на схемі. Припустимо, z = f(x, y). Взявши часткову похідну f(x, y) по x, ми можемо зробити плоский переріз функції f при фіксованому значенні y, щоб побудувати криву рівня z виключно відносно x; тоді часткова похідна по x є кутом нахилу отриманого двовимірного графіка.

### У суміжних предметах
Плоский переріз функції щільності ймовірності двох випадкових величин, у якому січна площина має фіксоване значення однієї зі змінних, є умовною функцією щільності іншої змінної (залежною від фіксованого значення, що визначає плоский переріз). Якщо натомість плоский переріз прийняти як фіксоване значення щільності, результатом буде контур постійної щільності (англ. iso-density contour). Для нормального розподілу ці контури є еліпсами.
В економіці виробнича функція f(x, y) визначає продукцію, яку можна виробити за допомогою різних кількостей ресурсів x і y, як правило, праці та фізичного капіталу. Виробнича функція організації або суспільства може бути зображена в тривимірному просторі. Якщо зробити плоский переріз паралельно площині xy, результатом є ізокванта, яка показує різні комбінації використання праці та капіталу, які призведуть до рівня виробництва, заданого висотою плоского перерізу. З іншого боку, якщо плоский переріз виробничої функції взято на фіксованому рівні y — тобто паралельно площині xz — то результатом є двовимірний графік, який показує, скільки продукції можна виробити за кожного з різних значень використання одного ресурсу x в поєднанні з фіксованим значенням іншого ресурсу y.
Також в економіці кардинальна або порядкова функція корисності u(w, v) визначає ступінь задоволення, яке споживач отримує від споживання кількостей двох товарів w і  v. Якщо зробити плоский переріз функції корисності на заданій висоті (рівні корисності), двовимірним результатом є крива байдужості, яка показує різні альтернативні комбінації спожитих кількостей двох товарів w і v, кожна з яких дає визначений рівень корисності.

## Площа і об'єм
Принцип Кавальєрі стверджує, що тверді тіла з відповідними рівними площами поперечних перерізів мають однакові об'єми.
Площа поперечного перерізу ({\displaystyle A'}) об'єкта під заданим кутом – це загальна площа ортографічної проєкції об'єкта під цим кутом. Наприклад, циліндр висотою h і радіусом r має {\displaystyle A'=\pi r^{2}}, якщо дивитися вздовж його центральної осі, і {\displaystyle A'=2rh}, якщо дивитися з ортогонального напрямку. Сфера радіуса r має {\displaystyle A'=\pi r^{2}}, якщо дивитися під будь-яким кутом. У більш загальному випадку значення {\displaystyle A'} можна розрахувати шляхом обчислення наступного поверхневого інтегралу:
{\displaystyle A'=\iint \limits _{\mathrm {top} }d\mathbf {A} \cdot \mathbf {\hat {r}} ,}
де {\displaystyle \mathbf {\hat {r}} } – одиничний вектор, спрямований уздовж напрямку перегляду до глядача, {\displaystyle d\mathbf {A} } – елемент поверхні із спрямованою назовні нормаллю, а інтеграл береться лише по верхній поверхні, тій частині поверхні, яку можна «бачити» з точки зору глядача. У випадку опуклого тіла кожен промінь, який проходить через об'єкт до глядача, перетинає лише дві поверхні. Для таких об'єктів інтеграл можна брати по всій поверхні ({\displaystyle A}), беручи абсолютне значення підінтегрального виразу (так, щоб «верх» і «низ» об'єкта не віднімалися, як того вимагала б теорема Остроградського, застосована до постійного векторного поля {\displaystyle \mathbf {\hat {r}} }) і поділивши на два:
{\displaystyle A'={\frac {1}{2}}\iint \limits _{A}|d\mathbf {A} \cdot \mathbf {\hat {r}} |}

## У вищих розмірностях
За аналогією з поперечним перерізом твердого тіла, поперечний переріз n-вимірного тіла в n-вимірному просторі є непорожнім перетином тіла з гіперплощиною ((n − 1)-вимірним підпростором). Цю концепцію іноді використовували, щоб допомогти візуалізувати аспекти просторів з більшою розмірністю. Наприклад, якби чотиривимірний об'єкт проходив через наш тривимірний простір, ми побачили б тривимірний поперечний переріз чотиривимірного об'єкта. Зокрема, 4-куля (гіперсфера), що рухається через 3-простір, виглядатиме як 3-куля, яка спочатку збільшується до максимального розміру, а потім зменшується в розмірі під час руху. Цей динамічний об'єкт (з точки зору 3-простору) є послідовністю поперечних перерізів 4-кулі.

## Приклади в науці

Схематичний поперечний переріз надр Землі

Поперечний переріз середнього мозку на рівні верхнього горбка.

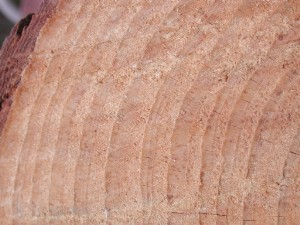
Поперечний переріз Pinus taeda із річними кільцями, Черо, Південна Кароліна.

У геології структуру внутрішньої частини планети часто ілюструють за допомогою діаграми поперечного перерізу, який проходить через центр планети, як на схематичному зображенні поперечного перерізу Землі.
Поперечні перерізи часто використовуються в анатомії для ілюстрації внутрішньої структури органу, як показано на зображенні.

Поперечний переріз стовбура дерева, як показано на зображенні, демонструє кільця росту, за якими можна визначити вік дерева та часові властивості його середовища.